# Haddamar

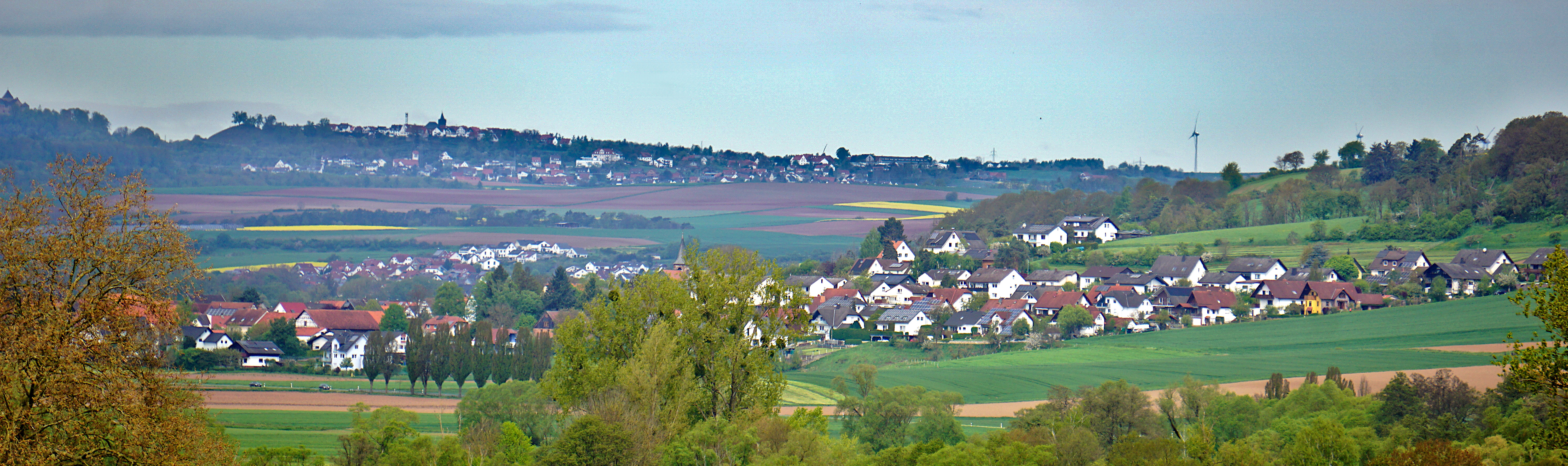
Haddamar von Ungedanken aus gesehen

Haddamar ist ein Stadtteil der Domstadt Fritzlar im nordhessischen Schwalm-Eder-Kreis. Das Dorf liegt etwa 2,5 km nördlich der Kernstadt und ist überwiegend landwirtschaftlich geprägt; die Böden der Gemarkung, inmitten der Fritzlarer Börde, sind sehr ertragreich. Fast die Hälfte der Bevölkerung ist noch heute in der Landwirtschaft tätig.

## Geschichte
Haddamar wurde, soweit bekannt, in einer Urkunde (heute im Stifts-Archiv Fritzlar) im Jahre 1209 erstmals erwähnt. Das Dorf gehörte später zur Landgrafschaft Hessen und zum Amt Gudensberg (1386 beurkundet), wobei die Niedere Gerichtsbarkeit meist an hessische Ministeriale zu Lehen vergeben war. Im Jahre 1386 sind die Herren von Hertinghausen als Inhaber bezeugt, von 1485 bis 1516 die Herren von Elben. Die Gerichtsstätte war auf dem Dorfplatz unter einer Linde; bis zum Ersten Weltkrieg befand sich dort noch ein Schandpfahl mit Halseisen.
1427 wurde der Ort, während der letzten und entscheidenden kriegerischen Auseinandersetzung zwischen dem Erzbistum Mainz und der Landgrafschaft Hessen, von mainzischen Truppen unter Gottfried von Leiningen niedergebrannt; im Nachbarort Lohne wurde „nur“ geplündert.
Auch im Dreißigjährigen Krieg litt das Dorf schweren Schaden. Während im Jahre 1585 insgesamt 51 Haushalte gezählt wurden, waren es 1639 nur noch 14 verehelichte Paare und drei Witwen, mit einem Gesamtviehbestand von einem Ochsen und einer Kuh. Erst mehr als 100 Jahre später, im Jahre 1747, wurden wieder 50 Haushalte gezählt.
Eine Eisenerzgrube wird um 1700 erwähnt; die geförderten Erze wurden zum Verhütten nach Veckerhagen a. d. Weser (heute ein Ortsteil von Reinhardshagen) zur dortigen Eisenhütte verbracht.
Zum 31. Dezember 1971 wurde die bis dahin selbständige Gemeinde Haddamar im Zuge der Gebietsreform in Hessen auf freiwilliger Basis in die Stadt Fritzlar eingemeindet. Für Haddamar wurde, wie für die übrigen Stadtteile, ein Ortsbezirk mit Ortsbeirat und Ortsvorsteher nach der Hessischen Gemeindeordnung eingerichtet.

## Bevölkerung
Einwohnerstruktur 2011
Nach den Erhebungen des Zensus 2011 lebten am Stichtag, dem 9. Mai 2011, in Haddamar 357 Einwohner. Darunter waren 6 (1,7 %) Ausländer.
Nach dem Lebensalter waren 57 Einwohner unter 18 Jahren, 141 zwischen 18 und 49, 90 zwischen 50 und 64 und 69 Einwohner waren älter. Die Einwohner lebten in 150 Haushalten. Davon waren 33 Singlehaushalte, 54 Paare ohne Kinder und 42 Paare mit Kindern, sowie 18 Alleinerziehende und 6 Wohngemeinschaften. In 27 Haushalten lebten ausschließlich Senioren und in 99 Haushaltungen lebten keine Senioren.
Einwohnerentwicklung
| Quelle: Historisches Ortslexikon |                                           |
| • 1575/85:                       | 51 Hausgesesse                            |
| • 1639:                          | 13 verheiratete, 3 verwitwete Hausgesesse |
| • 1682:                          | 83 Hausgesesse                            |
| • 1735:                          | 37 Mannschaften                           |
| • 1742/47:                       | 50 Häuser bzw. Hausgesesse                |
| • 1747:                          | 87 Mannschaften                           |

| Haddamar: Einwohnerzahlen von 1834 bis 2020 | Haddamar: Einwohnerzahlen von 1834 bis 2020 | Haddamar: Einwohnerzahlen von 1834 bis 2020 | Haddamar: Einwohnerzahlen von 1834 bis 2020 | Haddamar: Einwohnerzahlen von 1834 bis 2020 |
| --- | ------------------------------------------- | ------------------------------------------- | ------------------------------------------- | ------------------------------------------- |
| Jahr |                                             |                                             |                                             | Einwohner                                   |
| 1834 | 1834                                        |                                             | 353                                         | 353                                         |
| 1840 | 1840                                        |                                             | 386                                         | 386                                         |
| 1846 | 1846                                        |                                             | 403                                         | 403                                         |
| 1852 | 1852                                        |                                             | 375                                         | 375                                         |
| 1858 | 1858                                        |                                             | 352                                         | 352                                         |
| 1864 | 1864                                        |                                             | 360                                         | 360                                         |
| 1871 | 1871                                        |                                             | 363                                         | 363                                         |
| 1875 | 1875                                        |                                             | 350                                         | 350                                         |
| 1885 | 1885                                        |                                             | 347                                         | 347                                         |
| 1895 | 1895                                        |                                             | 343                                         | 343                                         |
| 1905 | 1905                                        |                                             | 370                                         | 370                                         |
| 1910 | 1910                                        |                                             | 358                                         | 358                                         |
| 1925 | 1925                                        |                                             | 351                                         | 351                                         |
| 1939 | 1939                                        |                                             | 320                                         | 320                                         |
| 1946 | 1946                                        |                                             | 547                                         | 547                                         |
| 1950 | 1950                                        |                                             | 574                                         | 574                                         |
| 1956 | 1956                                        |                                             | 422                                         | 422                                         |
| 1961 | 1961                                        |                                             | 380                                         | 380                                         |
| 1967 | 1967                                        |                                             | 320                                         | 320                                         |
| 1980 | 1980                                        |                                             | ?                                           | ?                                           |
| 1990 | 1990                                        |                                             | ?                                           | ?                                           |
| 2000 | 2000                                        |                                             | ?                                           | ?                                           |
| 2011 | 2011                                        |                                             | 357                                         | 357                                         |
| 2015 | 2015                                        |                                             | 360                                         | 360                                         |
| 2020 | 2020                                        |                                             | 357                                         | 357                                         |
| Datenquelle: Historisches Gemeindeverzeichnis für Hessen: Die Bevölkerung der Gemeinden 1834 bis 1967. Wiesbaden: Hessisches Statistisches Landesamt, 1968. Weitere Quellen: LAGIS; Stadt Fritzlar; Zensus 2011 |                                             |                                             |                                             |                                             |

Historische Religionszugehörigkeit
| Quelle: Historisches Ortslexikon |                                                                   |
| • 1861:                          | alle Einwohner evangelisch-reformierte                            |
| • 1885:                          | 341 evangelische (= 98,27 %), 6 katholische (= 1,73 %) Einwohner  |
| • 1961:                          | 361 evangelische (= 95,00 %), 19 katholische (= 5,00 %) Einwohner |

Historische Erwerbstätigkeit
| • 1961 | Erwerbspersonen: 134 Land- und Forstwirtschaft, 44 Produzierendes Gewerbe, 15 Handel und Verkehr, 21 Dienstleistungen und Sonstiges |

## Politik
Der Ortsbeirat besteht aus fünf Mitgliedern. Bei den Kommunalwahlen in Hessen 2021 betrug die Wahlbeteiligung zum Ortsbeirat Haddamar 70,88 %. Alle Mitglieder gehören der Liste „Freie Wählergemeinschaft Haddamar“ an. Der Ortsbeirat wählte Klaus Wissemann zum Ortsvorsteher.

## Kirche

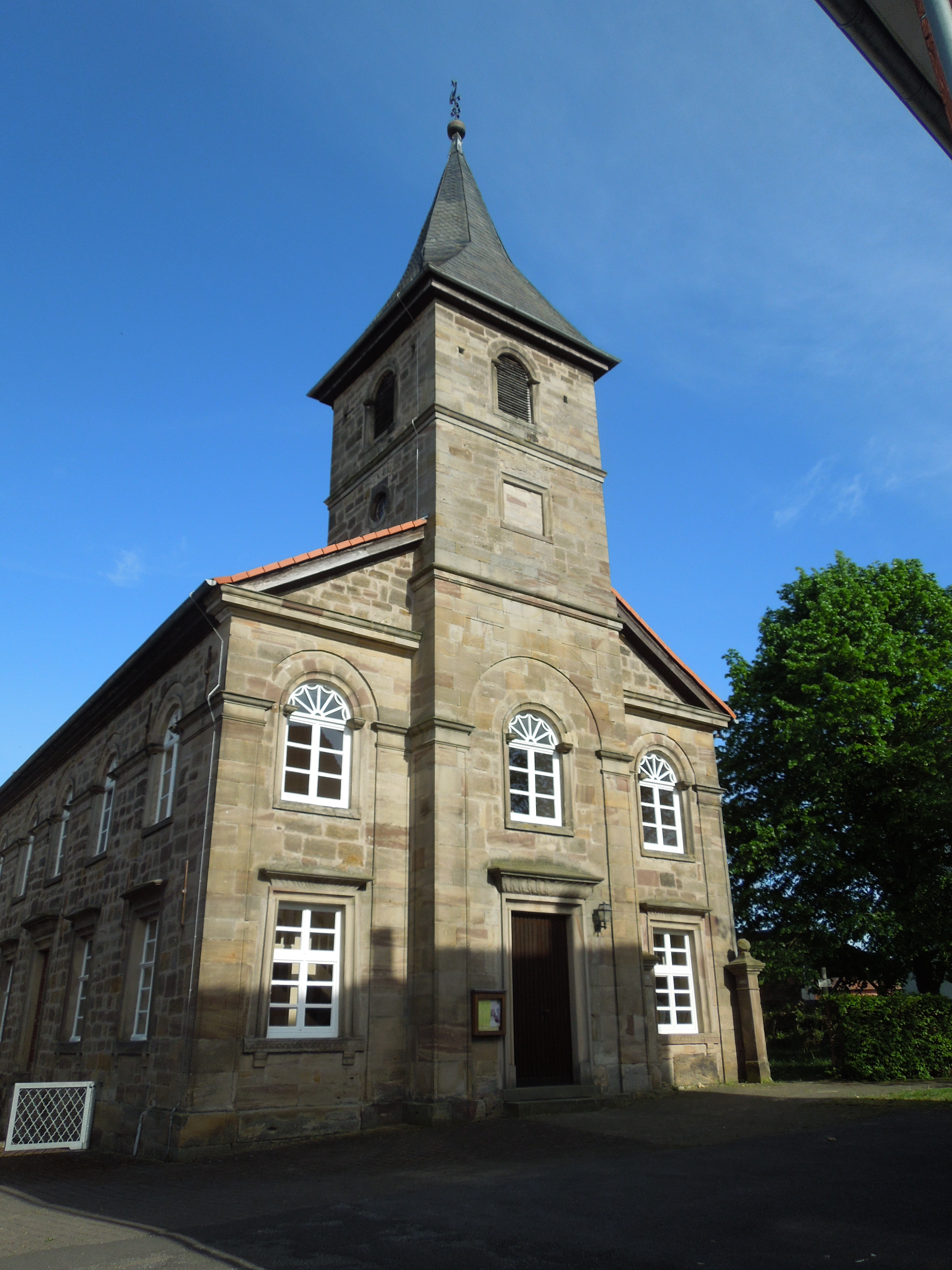
Die Kirche

### Geschichte
Die Dorfkirche gehörte bis zur Einführung der Reformation in der Landgrafenschaft Hessen im Jahre 1526 zum Dekanat Fritzlar, unter dem Patronat des Fritzlarer St. Petersstifts. Mit der Reformation wechselte das Patronat an den Landgrafen.
Im Dreißigjährigen Krieg wurde die damalige Kirche vollkommen zerstört. Der daraufhin errichtete Neubau brannte 1658 nieder. Die Nachfolgekirche wurde 1775 restauriert und erweitert. 1832 waren die Schäden am Glockenturm so groß, dass dieser abgerissen werden musste. Die heutige evangelische Kirche wurde 1835–1837 als klassizistischer Saalbau errichtet. 1999 wurde ein neuer Taufstein gehauen; das historische Taufbecken befindet sich jetzt im Seitenschiff.

### Glocken

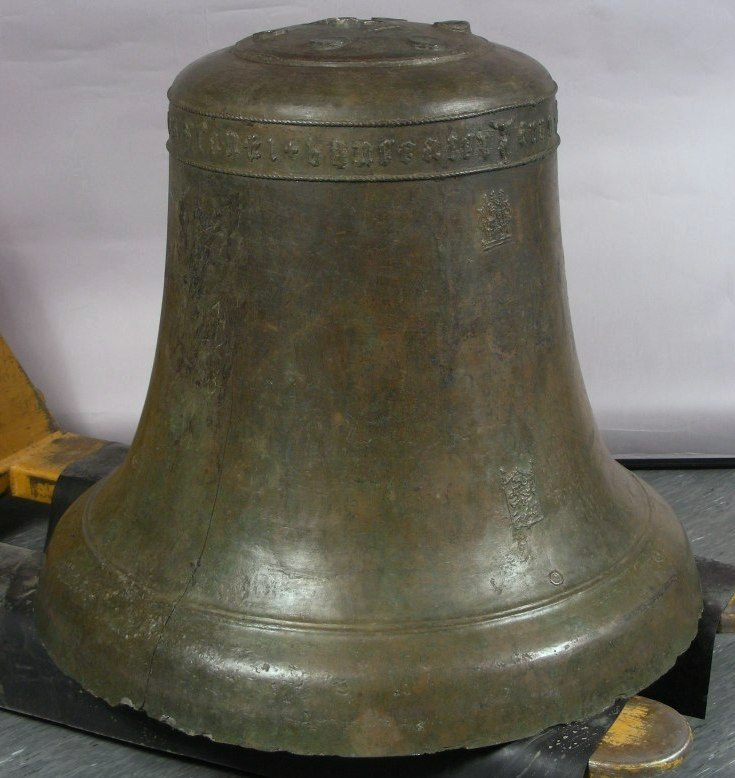
Die Glocke aus Haddamar von 1440. Links ist der Riss zu sehen, rechts zwei noch nicht identifizierte Pilgerzeichen.

Die Bruchstellen der sechs Kronenhenkel, innerhalb derer ein ringförmiger Scheibenabdruck zu sehen ist

Eine Glocke aus Haddamar befindet sich seit 1910 in hessischem Landesbesitz in der Museumslandschaft Hessen Kassel. Ihr größter Durchmesser beträgt 81 cm, die Höhe 68 cm. Die Minuskeln zwischen den Kordellinien datieren sie auf 1440. Gegossen wurde sie von Meister Gebelen in Homberg (Efze), dessen Gießerzeichen das Wilsnacker Pilgerzeichen war. Krone und Klöppel fehlen, und ein Riss verläuft von der Schärfe bis zum Hals.
Die Inschrift zwischen den Kordellinien
Kruzifix – anno – Wilsnacker Pilgerzeichen – dni (=d[omi]ni) – Christuskopf – m[il]l[esim]o – Brakteat – cccc – Rautenblume – xxxx – Brakteat – cirka – kleines Kruzifix –  festum – bärtiger Kopf – santi – bonifacer
Schlag- und Nebentöne
Schlagton e2 →
Hilfston h1 →
Terze es2 →
Quinte g2 →
Oberoktave c3 →
Unteroktave cis1

„In akustischer Beziehung erwies sich die Glocke gut, bis auf den störenden Hilfston und die falsche Unteroktave“

Bruch der Krone
Die Bruchflächen der sechs Henkel sind dunkel patiniert. In der Regel dauert es sehr lange bis sich eine so dicke Patina bilden kann, wie sie hier zu sehen ist. Die Ränder der Bruchstellen sind teilweise durch Feilen geglättet worden. Dies geschah vermutlich während des Umbaus der Aufhängung, sicher aber vor 1910, dem Zugangsjahr ins Museum. Im Gegensatz zu den Bruchstellen der Henkel hat sich keine dicke Patina auf den Befeilungen gebildet. Dieser Unterschied stützt die Vermutung, dass der Bruch der Henkel lange nicht bemerkt worden ist. Dass die Glocke dennoch den Belastungen des Läutens standhielt, liegt möglicherweise an dem „starken Mittelbolzen“, den Drach erwähnt.
Umbau der Aufhängung
Der Umbau der Aufhängung wäre sinnlos gewesen, wenn die Glocke schon damals den Riss gehabt hätte. Die neue Aufhängung ist nicht erhalten, aber es gibt Spuren die zeigen, wie sie ausgesehen haben könnte. Zunächst wurde der Mittelbolzen abgesägt und an dessen Stelle ein Loch gebohrt, gemeißelt und gefeilt. Innerhalb der Henkelbruchstellen ist ein ringförmiger Abdruck zu sehen. Er markiert die Auflagefläche einer vermutlich sphärischen Scheibe, die an Stelle der Henkel die Drehmomentübertragung auf die Glocke übernahm. Eine ähnliche Scheibe befand sich vermutlich auch auf der Innenseite. Beide Scheiben wurden vermutlich durch einen Gewindebolzen und Muttern verspannt.
Die normalerweise gelbliche Glockenbronze zeigt an den befeilten Resten des Mittelbolzens eine weiße Farbe. Dies deutet auf einen deutlich höheren Zinngehalt hin, als die üblichen circa 20 Prozent. Die Legierung wäre dann sehr spröde. Diverse muschelartige Ausbrüche an der Schärfe unterstreichen diese Vermutung.
2009 wurde die Glocke in der Metallrestaurierung der MHK gereinigt. Sie ist zurzeit anlässlich des 800-jährigen Jubiläums von Haddamar in der Dorfkirche ausgestellt.

## Söhne und Töchter der Gemeinde
- Conrad Hellwig (1824–1889), Bürgermeister, Reichstags- und Landtagsabgeordneter